# Maite Gil
Actriz española en activo de Cine, Televisión y Teatro, dramaturga, guionista, directora y productora. 

## Biografía
Nace en el Cortijo de La Reposa en la sierra de la Hinojora (Granada) y pasa su niñez entre Onda(Castellón), Baza (Granada) y Barcelona. Actualmente vive entre Madrid, Barcelona y Valencia. Debuta en su primera obra de teatro a los 9 años, formándose en interpretación en prestigiosas escuelas nacionales e internacionales, dedicándose profesionalmente desde muy joven al teatro y más tarde al cine y la TV, en donde ha participado en numerosas series y películas, tanto a nivel nacional como internacional www.maitegil.com.
En Cine es nominada a mejor actriz protagonista en los Premios Goya de la Academia de cine española por su interpretación en el personaje de Hernestina en la película AGUA, de Vicente Pérez. y recibe la HONORABLE MENTION en el Oniros Film Awards como Best Actress por la película GPS,  de Connie Jean. En teatro es galardonada como mejor actriz en el Festival de Teatro Clásico de Peñíscola por "Yo, Isabel la Católica" y en el Festival de Zhangjiaije-China, a mejor interpretación, mejor dirección y espectáculo por "Los cuadros flamencos de F. G. Lorca".
Políglota, habla con fluidez inglés, francés y como lenguas nativas castellano, valenciano y catalán, trabajando como actriz narradora y rapsoda en numerosas óperas, como ORFEO, I MEDICI, EL AMOR BRUJO, IL CASANOVA... desarrollando su capacidad para los diversos idiomas tanto en teatro como en series de TV y en Cine a nivel internacional. 
Es creadora de las compañías Xarxa Teatre y Visitants, donde trabaja como actriz y productora. En 1982 diseña y construye los primeros zancos de aluminio para su adaptación a la danza y el teatro, viajando con sus espectáculos por todo el mundo. 
Cursa estudios de técnicas circenses en L'École National de Cirque de París, especializándose en "La voltige"- volteo con caballos. Y de allí pasa a formar parte del espectáculo "Ópera equestre" con la compañía "Zingaros", que estaba en ese momento afincada en La Vilette. 
Imparte conferencias en el Instituto Cervantes de Roma y en Florencia  sobre la obra de Federico García Lorca, mientras realiza gira teatral en ambas ciudades y por toda Italia, España y China  con su espectáculo "Los Cuadros Flamencos de García Lorca". Después le siguen las giras con "El Amor Brujo" de Manuel de Falla, donde interpreta a "La Hechicera Gitana", uno de los más queridos de su carrera", ambos con el patrocinio de dicho Instituto. 
Actualmente rodando como actriz protagonista en la película de fantasía y ciencia ficción BÛNAN, de Abraham Lacalle y en la última temporada de la serie de la TV valenciana Àpunt L'Alqueria Blanca. En teatro interpreta el personaje de Giulietta Massina en el espectáculo FELLINI junto a la banda internacional SPANISH BRASS. 

## Trabajos

### Televisión
| TELEVISIÓN | TELEVISIÓN                 | TELEVISIÓN        | TELEVISIÓN | TELEVISIÓN   | TELEVISIÓN |
| Año        | Título                     | Papel             | Cadena     | Notas        |            |
| ---------- | -------------------------- | ----------------- | ---------- | ------------ | ---------- |
| 2021       | Los herederos de la Tierra | Teresa, monja     | Netflix    | Reparto      |            |
| 2019       | Hoy no… mañana             | Varios            | TVE 1      | Protagonista |            |
| 2019       | Valeria                    | Testigo de Jehová | Netflix    | Reparto      |            |
| 2016, 2012 | La que se avecina          | Amiga             | Telecinco  | Secundario   |            |
| 2015       | Teresa                     | Luisa de la Cerda | La 1       | Secundario   |            |
| 2015       | Acacías, 38                | Doña Antonia      | La 1       | Secundario   |            |
| 2014       | Ciega a citas              | Varios            | Cuatro     | Reparto      |            |
| 2014       | Aída                       | Señora            | Telecinco  | Reparto      |            |
| 2013       | La Riera                   | Constructora      | TV3        | Secundario   |            |
| 2013       | Cuéntame cómo paso         | Elvira            | La 1       | Reparto      |            |
| 2013       | Familia                    | Diputada          | Telecinco  | Secundario   |            |
| 2012       | El don de Alba             | Alcaldesa         | Antena 3   | Secundario   |            |
| 2011       | El tiempo entre costuras   | Doña Luisa        | Antena 3   | Secundario   |            |
| 2011       | El secreto de puente viejo | Salud             | Antena 3   | Secundario   |            |
| 2011       | Historias robadas          | Adela             | Antena 3   | Secundario   |            |
| 2011       | Homicidios                 | Sra. Rico         | Telecinco  | Secundario   |            |
| 2010       | Raphael                    | Juanita           | Antena 3   | Secundario   |            |
| 2009       | Hospital Central           | Madre de Gonza    | Telecinco  | Episódico    |            |
| 2009       | La Tira                    | Varios            | La sexta   | Secundario   |            |

### Cine
- 2024 BÛNAN, de Abraham Lacalle. Protagonista
- 2023 WINGWOMEN,de Mélanie Laurent. Reparto
- 2023 KENÉ, de Vicente Pérez. Reparto
- 2022 ALGÚN DÍA, de Berta Aliaga y Laura Castro
- 2022 AGUA, de Vicente Pérez. Protagonista
- 2022 COSTA, de Jon Karthaus. Protagonista
- 2021 EIFFEL, de Martin Bourboulon. Reparto
- 2O19 GPS, de Connie Jean. Protagonista 
- 2018 THE SUMMER HOUSE, de Valeria Bruni. Reparto 
- 2017 EL COLLAR DE SAL, de Vicente Pérez. Reparto
- 2016 ACTRIUS SOTA LA CARPA, de Mariam Cercós. Protagonista 
- 2015 TERESA, de Jorge Dorado. Reparto
|  |  |  |  |  |
|  |  |  |  |  |

|  |  |  |  |  |
|  |  |  |  |  |

### Teatro y puesta en escena
| 2020 | Un po’ di Fellini                | Joanmi Reig      | Giulietta Masina |
| 2019 | Blanquina March                  | Mara Aranda      | Blanquina March  |
| 2018 | Marianela                        | Dirk Brossé      | Marianela        |
| 2018 | Carles Santos, I ara què?        | Ximo Solano      | Varios           |
| 2018 | La raíz del grito                | Isaac Barbero    | La Madre         |
| 2017 | Mar Endins                       | Maite Gil        | Anna Rebeca      |
| 2016 | I Medici                         | Sofía Grande     | Ninfa y musa     |
| 2015 | El Amor Brujo                    | Sofía Grande     | Hechicera gitana |
| 2014 | Il Casanova                      | Johan de Meig    | Madame D´Urfée   |
| 2014 | Omaggio a Federico G. Lorca      | Maite Gil        | Protagonista     |
| 2013 | Orfeo de Monteverdi              | Roberto Andrioli | Titania y Ninfa  |
| 2011 | Cuadros Flamencos de F. G. Lorca | Maite Gil        | Mariana Pineda   |
| 2007 | Yo, Isabel la Católica           | Maite gil        | Isabel           |
| 2000 | Sueño de una noche de verano     | Tomás Ibáñez     | Múltiple         |
| 1997 | Humanity Experience              | Visitants        | Varios           |
| 1997 | FAMdeFOC                         | Visitants        | Varios           |
| 1993 | Escultures Humanes               | Visitants        | Varios           |
| 1992 | Strangers in the Night           | Joan Raga        | Blondy           |
| 1991 | La Familia Vamp                  | Joan Raga        | Bruja            |
| 1990 | Pirates                          | Joan Raga        | Pirata           |
| 1987 | Lisístrata                       | Edison Valls     | Lisístrata       |
| 1987 | El dolçainer de Tales            | N. Vilanova      | La pescatera     |
| 1986 | Sus Scrofa Ferus                 | Joan Raga        | La dama          |
| 1985 | Doña Rosita la soltera           | Joaquín Cruz     | Doña Rosita      |

## Premios y nominaciones

### Individual
.  2022 - Nominada a los Premios Goya como mejor actriz protagonista por la película "Agua", de Vicente Pérez Herrero. 
- 2019 - HONORABLE MENTION en la categoría de Best Actress at Oniros Film Festival Awards por el cortometraje GPS.
- 2011 - Premio Mejor Interpretación Festival de Zhangjiaije, (China) por Cuadros Flamencos de García Lorca
- 2007 - Premio Mejor Interpretación Festival de Teatro Clásico de Peñíscola por la obra Yo, Isabel la Católica.

### Colectivos
- 2011 - Premio Mejor Espectáculo del Festival de Zhangjiaije, (China) por Cuadros Flamencos de García Lorca.[14]
- 1991 - Premio Mejor Espectáculo Fira del Teatro al Carrer de Tárrega por La Familia Vamp.
- 1986 - Premio Mejor Espectáculo Acting Continental Valencia por Sus Scrofa Ferus.